# 吉姆·琼恩斯
詹姆斯·贝尔内特·琼恩斯（英語：James Bernett Chones，1949年11月30日—），美国NBA联盟前职业篮球运动员。他在1973年的NBA选秀中第2轮第13顺位被洛杉矶湖人选中。